# Tamara Csipes
Tamara Csipes (* 24. August 1989 in Budapest) ist eine ungarische Kanutin.

## Karriere
Ihr Vater Ferenc Csipes war ebenfalls Kanute und gewann vier olympische Medaillen, darunter eine Goldmedaille, sowie acht Weltmeistertitel.
Tamara Csipes war bei Welt- und Europameisterschaften sehr erfolgreich. 2009 gewann sie in Brandenburg an der Havel ihre ersten internationalen Medaillen mit zwei Silbermedaillen, als sie bei den Europameisterschaften jeweils im Zweier-Kajak über 1000 Meter und im Vierer-Kajak über 500 Meter den zweiten Platz belegte. Ein Jahr darauf sicherte sie sich in Corvera im Zweier-Kajak auf der 1000-Meter-Strecke ihren ersten Titelgewinn. Daneben gewann sie im Einer-Kajak über 5000 Meter und im Vierer-Kajak über 500 Meter ein weiteres Mal zwei Silbermedaillen. Bei den Weltmeisterschaften in Posen gelangen ihr im selben Jahr gleich zwei Siege: sowohl im Zweier-Kajak über 1000 Meter als auch im Vierer-Kajak über 500 Meter wurde sie Weltmeisterin. 2011 in Szeged folgten zwei weitere Titelgewinne bei der Weltmeisterschaft, diesmal im Einer-Kajak über 1000 und über 5000 Meter. In Belgrad sicherte sie sich zudem bei den Europameisterschaften die Goldmedaillen im Zweier-Kajak über 500 und über 1000 Meter. Es folgten zwei Jahre ohne Medaillengewinn, ehe Csipes 2014 in Brandenburg bei den Europameisterschaften erneut zweifache Europameisterin wurde. Sie gewann die Konkurrenzen im Einer-Kajak über 1000 Meter und im Zweier-Kajak über 500 Meter. Die Weltmeisterschaften in Moskau verliefen ebenfalls sehr erfolgreich mit dem Gewinn des Wettbewerbs im Zweier-Kajak über 500 Meter und der Silbermedaille im Einer-Kajak auf der 1000-Meter-Strecke.
Bei den Olympischen Spielen 2016 in Rio de Janeiro gehörte sie zum ungarischen Aufgebot im Vierer-Kajak. Mit diesem belegte sie auf der 500-Meter-Strecke im Vorlauf den ersten Platz und qualifizierte sich damit direkt für das Finale, das sie mit Gabriella Szabó, Danuta Kozák und Krisztina Fazekas-Zur ebenfalls auf dem ersten Platz beendete. In einer Rennzeit von 1:34,482 Minuten wurden sie vor dem deutschen und dem belarussischen Vierer-Kajak Olympiasiegerinnen. In derselben Disziplin wurde sie 2016 in Moskau auch Europameisterin. 2018 folgten in Belgrad im Zweier-Kajak auf der 500-Meter-Distanz der Gewinn der Silber- und auf der 1000-Meter-Strecke der Gewinn der Bronzemedaille. In letztgenannter Disziplin wurde sie 2018 in Montemor-o-Velho dagegen Weltmeisterin. 2019 gelangen ihr in Szeged ihr siebter und achter Titelgewinn bei Weltmeisterschaften, nachdem sie sowohl den Wettbewerb im Einer-Kajak über 1000 Meter als auch die Konkurrenz im Vierer-Kajak über 500 Meter gewann. Bei den Europaspielen 2019 in Minsk sicherte sie sich mit dem Vierer-Kajak auf der 500-Meter-Strecke eine weitere Goldmedaille.
2021 belegte sie bei den Weltmeisterschaften in Kopenhagen im Einer-Kajak und im Vierer-Kajak jeweils über 500 Meter den zweiten Platz und wurde im Zweier-Kajak über 500 Meter mit Danuta Kozák Weltmeisterin. Im selben Jahr wurde Csipes in Posen sowohl mit Erika Medveczky im Zweier-Kajak über 1000 Meter als auch im Vierer-Kajak über 500 Meter Europameisterin. Bei den ebenfalls 2021 ausgetragenen Olympischen Spielen 2020 in Tokio ging Csipes in drei Wettbewerben auf der 500-Meter-Strecke an den Start. Im Wettkampf im Einer-Kajak zog sie nach Siegen im Vorlauf und im Halbfinale in den Finallauf ein, den sie hinter Lisa Carrington auf dem Silberrang beendete. Noch erfolgreicher verlief für Csipes der Wettkampf im Vierer-Kajak, den sie mit Danuta Kozák, Anna Kárász und Dóra Bodonyi bestritt. Auch bei diesem Wettkampf gewannen die Ungarinnen sowohl den Vor- als auch den Halbfinallauf. Im Endlauf setzten sie sich mit einer Laufzeit von 1:35,463 Minuten vor der Mannschaft aus Belarus und den polnischen Kanutinnen durch und wurden Olympiasiegerinnen. Nach 2012 und 2016 gelang es den Ungarinnen somit zum dritten Mal in Folge, sich in dieser Disziplin die olympische Goldmedaille zu sichern. Im Zweier-Kajak verpasste Csipes mit Erika Medveczky knapp einen dritten Medaillengewinn. Die beiden erreichte das Finale, kamen jedoch nur als Vierte ins Ziel. Bei den Weltmeisterschaften 2023 in Duisburg sicherte sie sich im Einer-Kajak über 500 Meter die Bronzemedaille. Bei den Olympischen Spielen 2024 in Paris gewann sie drei weitere olympische Medaillen. Im Einer-Kajak über 500 Meter gewann sie wie schon in Tokio hinter Lisa Carrington die Silbermedaille. Im Zweier-Kajak über dieselbe Distanz sicherte sie sich mit Alida Dóra Gazsó hinter Lisa Carrington und Alicia Hoskin ebenfalls Silber. Im Vierer-Kajak belegte Csipes mit Sára Fojt, Noémi Pupp und Alida Dóra Gazsó im Vorlauf Rang zwei, der die direkte Finalqualifikation bedeutete. Im Finallauf überquerten die Ungarinnen in 1:32,93 Minuten als Dritte die Ziellinie. Sie sicherten sich damit die Bronzemedaille hinter Neuseeland und Deutschland.
2011 wurde Csipes zu Ungarns Sportlerin des Jahres gewählt. Für ihren Olympiasieg wurde ihr 2016 das Offizierskreuz des Ungarischen Verdienstordens verliehen. 2021 folgte die Auszeichnung mit dem Komturkreuz, ehe sie 2024 schließlich das Komturkreuz mit Stern erhielt.